# Guvernul Gălăb Donev
Guvernul Gălăb Donev este cel de al 100-lea și al 101-lea guvern al Bulgariei. A preluat mandatul pe 2 august 2022, după ore de discuții, a fost nominalizat de președintele Rumen Radev pentru a rezolva criza politică care a dus la căderea guvernului Petkov și convocarea unor alegeri anticipate pentru 2 octombrie. Este un guvern interimar prezidat de premierul Gălăb Donev.
Pe 2 febuarie 2023, președintele Rumen Radev a numit un nou guvern condus de Gălăb Donev care să conducă țara până la formarea unui guvern după alegerile din aprilie. Cu excepția ministerelor energiei și cel al culturii, restul membrilor din vechiul guvern au rămas pe posturile primite.
Pe 6 iunie 2023, guvernul Gălăb Donev a fost oficial dizolvat ca urmare a învestirii de către Adunarea Națională a guvernului Nikolay Denkov.

## Componență
Guvernul este susținut de Bulgaria Democratică, Continuăm Schimbarea, Partidul Socialist Bulgar și Independenți. Compnența cabinetului este următoarea:
| Minister                                                                                         | Nume                              | Partid | Partid      | În funcție din  | Până la         |
| ------------------------------------------------------------------------------------------------ | --------------------------------- | ------ | ----------- | --------------- | --------------- |
| Prim-ministru                                                                                    | Gălăb Donev                       |        | Independent | 2 august 2022   | 6 iunie 2023    |
| Viceprim-ministru pentru Politici Sociale și Ministru al Muncii                                  | Lazar Lazarov                     |        | Independent | 2 august 2022   | 6 iunie 2023    |
| Viceprim-ministru pentru Ordine Internă și Securitate, Ministru al Afacerilor Interne            | Ivan Demerdzhiev                  |        | Independent | 2 august 2022   | 6 iunie 2023    |
| Viceprim-ministru pentru Managementul Fondurilor Europene                                        | Atanas Pekanov                    |        | Independent | 2 august 2022   | 6 iunie 2023    |
| Viceprim-ministru pentru Politici Economice și Ministru al Transporturilor și Telecomunicațiilor | Hristo Alexiev                    |        | Independent | 2 august 2022   | 6 iunie 2023    |
| Ministrul Finanțelor                                                                             | Rositsa Atanasova Velkova-Zheleva |        | Independent | 2 august 2022   | 6 iunie 2023    |
| Ministrul Apărării Naționale                                                                     | Dimităr Stoianov                  |        | Independent | 2 august 2022   | 6 iunie 2023    |
| Ministrul Afacerilor Externe                                                                     | Nicolai Milkov                    |        | Independent | 2 august 2022   | 6 iunie 2023    |
| Ministrul Justiției                                                                              | Krum Zarkov                       |        | BSP         | 2 august 2022   | 6 iunie 2023    |
| Ministrul Sănătății                                                                              | Asen Medzhidiev                   |        | Independent | 2 august 2022   | 6 iunie 2023    |
| Ministrul Educației                                                                              | Sasho Penov                       |        | Independent | 2 august 2022   | 6 iunie 2023    |
| Ministrul Agriculturii și Mâncării                                                               | Iavor Gechev                      |        | BSP         | 2 august 2022   | 6 iunie 2023    |
| Ministrul Mediului și Apelor                                                                     | Rositsa Karamfilova-Blagova       |        | Independent | 2 august 2022   | 6 iunie 2023    |
| Ministrul Energiei                                                                               | Ilin Dimitrov                     |        | PP          | 2 august 2022   | 2 febuarie 2022 |
| Ministrul Energiei                                                                               | Rosen Hristov                     |        | Independent | 2 febuarie 2022 | 6 iunie 2023    |
| Ministrul Economiei                                                                              | Nikola Stoianov                   |        | Independent | 2 august 2022   | 6 iunie 2023    |
| Ministrul Dezvoltării Regionale                                                                  | Ivan Shishkov                     |        | Independent | 2 august 2022   | 6 iunie 2023    |
| Ministrul Culturii                                                                               | Velislav Minekov                  |        | Independent | 2 august 2022   | 2 febuarie 2023 |
| Ministrul Culturii                                                                               | Nayden Todorov                    |        | Independent | 2 febuarie 2023 | 6 iunie 2023    |
| Ministrul Tineretului și Sportului                                                               | Vesela Lecheva                    |        | BSP         | 2 august 2022   | 6 iunie 2023    |
| Ministrul Guvernării Electronice                                                                 | Georgi Todorov                    |        | Independent | 2 august 2022   | 6 iunie 2023    |
| Ministrul Creșterii și Inovării                                                                  | Alexander Pulev                   |        | Independent | 2 august 2022   | 6 iunie 2023    |